# Joaquín Moreno
Joaquín Moreno Garduño (ur. 22 maja 1973 w mieście Meksyk) – meksykański piłkarz występujący na pozycji pomocnika, trener piłkarski.

## Kariera klubowa
Moreno pochodzi ze stołecznego miasta Meksyk i jest wychowankiem tamtejszego klubu Cruz Azul, do którego seniorskiej drużyny został włączony w wieku dwudziestu dwóch lat przez szkoleniowca Víctora Manuela Vuceticha. W meksykańskiej Primera División zadebiutował 10 sierpnia 1996 w wygranym 3:0 spotkaniu z Toros Neza, jednak początkowo pełnił wyłącznie rolę rezerwowego swojej ekipy i w tej roli w 1997 roku wywalczył z nią krajowy puchar – Copa México. Bezpośrednio po tym osiągnięciu, po przyjściu do zespołu trenera Luisa Fernando Teny, został podstawowym piłkarzem Cruz Azul, w jesiennym sezonie Invierno 1997 zdobywając jedyne w swojej karierze mistrzostwo Meksyku. W tym samym roku triumfował również ze swoim klubem w najbardziej prestiżowych rozgrywkach północnoamerykańskiego kontynentu – Pucharze Mistrzów CONCACAF, zaś podczas rozgrywek Invierno 1999 zanotował z Cruz Azul tytuł wicemistrzowski. Pierwszego i zarazem jedynego gola w najwyższej klasie rozgrywkowej strzelił 29 kwietnia 2000 w przegranej 2:3 konfrontacji z Tolucą, a w 2001 roku dotarł do finału turnieju Copa Libertadores, lecz wówczas nie miał już pewnego miejsca w pierwszym składzie swojej ekipy.
Latem 2001 Moreno został piłkarzem drużyny Puebla FC, gdzie przez pierwsze pół roku był zawodnikiem rezerwowym, lecz później wywalczył sobie niepodważalną pozycję w wyjściowej jedenastce. Ogółem w barwach Puebli spędził dwa lata, jednak nie potrafił nawiązać do sukcesów odnoszonych z Cruz Azul i nie zanotował żadnego trofeum zarówno na arenie krajowej, jak i międzynarodowej. W połowie 2003 roku przeszedł do zespołu Querétaro FC, gdzie spędził kolejny rok, na koniec rozgrywek 2003/2004 spadając ze swoją drużyną do drugiej ligi meksykańskiej. Bezpośrednio po relegacji zakończył swoją karierę piłkarską w wieku 31 lat.

## Kariera trenerska
Po zakończeniu kariery piłkarskiej Moreno został szkoleniowcem, podejmując pracę w akademii młodzieżowej swojego macierzystego zespołu Cruz Azul. Początkowo pełnił w niej rolę koordynatora szkółek piłkarskich, następnie pracował z dwunastolatkami i trzynastolatkami, aby później zostać trenerem drużyny do lat siedemnastu. We wrześniu 2012 objął występujące w drugiej lidze rezerwy klubu – Cruz Azul Hidalgo, które prowadził bez większych sukcesów przez kolejne dwa miesiące. Wiosną 2013 trenował ekipę kategorii wiekowej do lat dwudziestu, zaś w późniejszym czasie powrócił do Hidalgo, tym razem w roli asystenta trenera Juana Reynoso. Po jego odejściu, w listopadzie 2013, po raz kolejny został pierwszym szkoleniowcem rezerw.